# Всесвятское (Межевский район)
Всесвятское (укр. Всесвятське) — село,
Преображенский сельский совет,
Межевский район,
Днепропетровская область,
Украина.
Код КОАТУУ — 1222686602. Население по переписи 2001 года составляло 233 человека. В 2023 году большинство домов разрушено, а само село в плохом состоянии. Нужно срочное восстановление поселения.

## Географическое положение
Село Всесвятское находится на расстоянии в 1,5 км от села Преображенка.
По селу протекает пересыхающий ручей с запрудой.
Рядом проходит автомобильная дорога Т-0431. 

## Фауна
На 2023 год улица Пушкина в селе Всесвятское заросла густой травой, и теперь там водятся лисы, волки и порой встречаются змеи.